# Станіслав Тіунов
Станіслав Тіунов — український кінопродюсер, музичний продюсер, режисер та діяч шоу-бізнесу. В українському і світовому медіа-просторі став відомим, як керівник лейблу Firework Sound, серед проектів якого є гурт Kazaky та The Hardkiss

## Біографія

### Початок професійної діяльності
Старт кар'єри розпочав у 2003 році в компанії «Кіномедіа», яка займається рекламою в кінотеатрах України. У 2005 році заснував власне агентство «Імеджим Медіа», яке супроводжувало процес будівництва кінотеатру «Супутник» та займалося продажем реклами у кінотетрах. Наступним кроком Станіслава стала компанія IMA Group — діяльність, пов'язана з організацією заходів та рекламою у нічних клубах.
У 2010 році Станіслав став одним з засновників та керуючим партнером лейблу звукозапису Firework Sound. Дебютним проектом став гурт Kazaky. У 2011 році почалася співпраця з новоствореним гуртом The Hardkiss. Завдяки рекомендації Тіунова гурт став співати англійською мовою та працювати на західному музичному ринку. З 2012 року працює з співачкою Alloise у її сольній музичній кар'єрі. Першим спільним результатом стає визнання Alloise найкращою українською артисткою за версією MTV Europe Music Awards 2012. 
Продюсер шоу національного конкурсу «Місс Україна» 2015—2019 років.
14 лютого 2019 року в український прокат вийшла комедійна кінострічка «Продюсер», одним з продюсерів якої виступає Станіслав Тіунов.
Виступив головним продюсером романтичної комедії «Побачення у Вегасі», яка вийшла у широкий прокат 5 березня 2020 року
Також про фільм Українського продюсера Станіслава Тіунова «Побачення у Вегасі» виразили свою думку лідери інформаційного простору в Україні УКРІНФОРМ, та популярне на заході домашнє шоу The IMDb Home Show
Станіслав Тіунов також є одночасно продюсером, режисером і сценаристом серіалу «Молодість»(2020).
В 2022 році почалась підготовка до зйомок фільму «Буча». Режисером стрічки став Станіслав Тіунов, зйомки фільму відбулись в лютому-березні 2023 року в Києві та області.
«Цей проєкт — драма, створена на основі реальних подій. У квітні 2022 р. стало відомо, що відбувалося у Бучі та інших містах України, які були окуповані російськими військами. Наша місія — розповісти про трагедію українського народу людям в усьому світі. Цей фільм — історія біженця з Казахстану, який врятував сотні українців із Бучі та інших міст під час окупації.» зазначається на офіційному сайті фільму.

## Режисерство музичних відеокліпів
Виступав режисером музичних відеокліпів:
- Kazka — Літаки
- Vova Ostapchuk  — Твою Мать
- Lucky4 — Mamma Mia
- Alloise — Tell me of fire
- Alloise — Falling